# 인천환경공단
인천환경공단(영어: Environmental Corporation of Incheon)은 인천광역시의 하수종말 및 위생처리장, 폐기물 소각시설, 음식물 자원화 시설, 가축 분뇨 공공처리시설 등을 관리 및 운영하는 지방 공기업이다. 2007년 인천광역시환경시설공단으로 창립되었으며, 2008년 인천환경공단으로 사명을 변경하였다.

## 역사
2006년 6월 인천광역시 환경시설공단 설립 준비기획단이 구성되었으며, 같은 해 12월 인천광역시환경시설공단 설치 조례가 공포되었다. 2007년 2월 12일 창립했으며, 2008년 1월 인천환경공단으로 사명을 변경하였다. 2009년 송도자원환경센터, 2011년 검단폐수종말처리시설, 2014년 영종공공하수처리시설, 2020년 송도자원순환센터를 인수하여 지금에 이르고 있다.

## 채용
일반직과 공무직에 한해, 매년 상반기와 하반기로 나누어 신입직원 공개경쟁채용을 진행하고 있다. 전형은 서류 전형과 인성검사, 필기시험, 면접시험으로 구분되어 있다. 다만, 영어 과목의 경우 검정제로 변경되어 G-TELP Level 2 50점, TEPS 228점, TOEFL 69점, TOEIC 600점을 취득하면 합격으로 처리된다.

## 같이 보기
- 인천교통공사
- 인천도시공사